# Wernfried Maltusch
Wernfried Maltusch (* 15. November 1926 in Sauo, Niederlausitz; † 16. November 2014 in Berlin) war ein deutscher Rundfunkfunktionär. 1989/90 war er stellvertretender Generalintendant des DDR-Rundfunks.
Maltusch kam 1952 an die Deutsche Akademie der Wissenschaften in Ost-Berlin, wo er 1966 promoviert wurde. Anschließend arbeitete er beim Rundfunk der DDR. 1972, unter Rudi Singer, wurde er seines Amtes enthoben.
1989, nach dem Fall der Mauer, wurde Wernfried Maltusch stellvertretender Generalintendant des DDR-Rundfunks. Er starb am 16. November 2014 im Alter von 88 Jahren in seinem Zuhause im Berliner Stadtteil Johannisthal nach kurzer schwerer Krankheit.

## Schriften
- Materielles Interesse als Motiv. Triebkräfte sozialistischer Produktion philosophisch sowie kybernetisch untersucht. Deutscher Verlag der Wissenschaften, [Ost-]Berlin 1966. DNB 457492554
- Etikettenschwindel. Macht, Macher, Medien. Tykve, Berlin 2000. ISBN 3-925434-95-X